# Ľubietová
Ľubietová (deutsch Libethen, ungarisch Libetbánya) ist eine Gemeinde mit rund 1000 Einwohnern in der Mittelslowakei. Sie liegt im Talkessel Zvolenská kotlina, am Rand des Slowakischen Erzgebirges und der Poľana, etwa 20 km von Banská Bystrica und 30 km von Brezno entfernt. Die geographische Mitte der Slowakei, der Berg Hrb, liegt in der Nähe des Ortes.

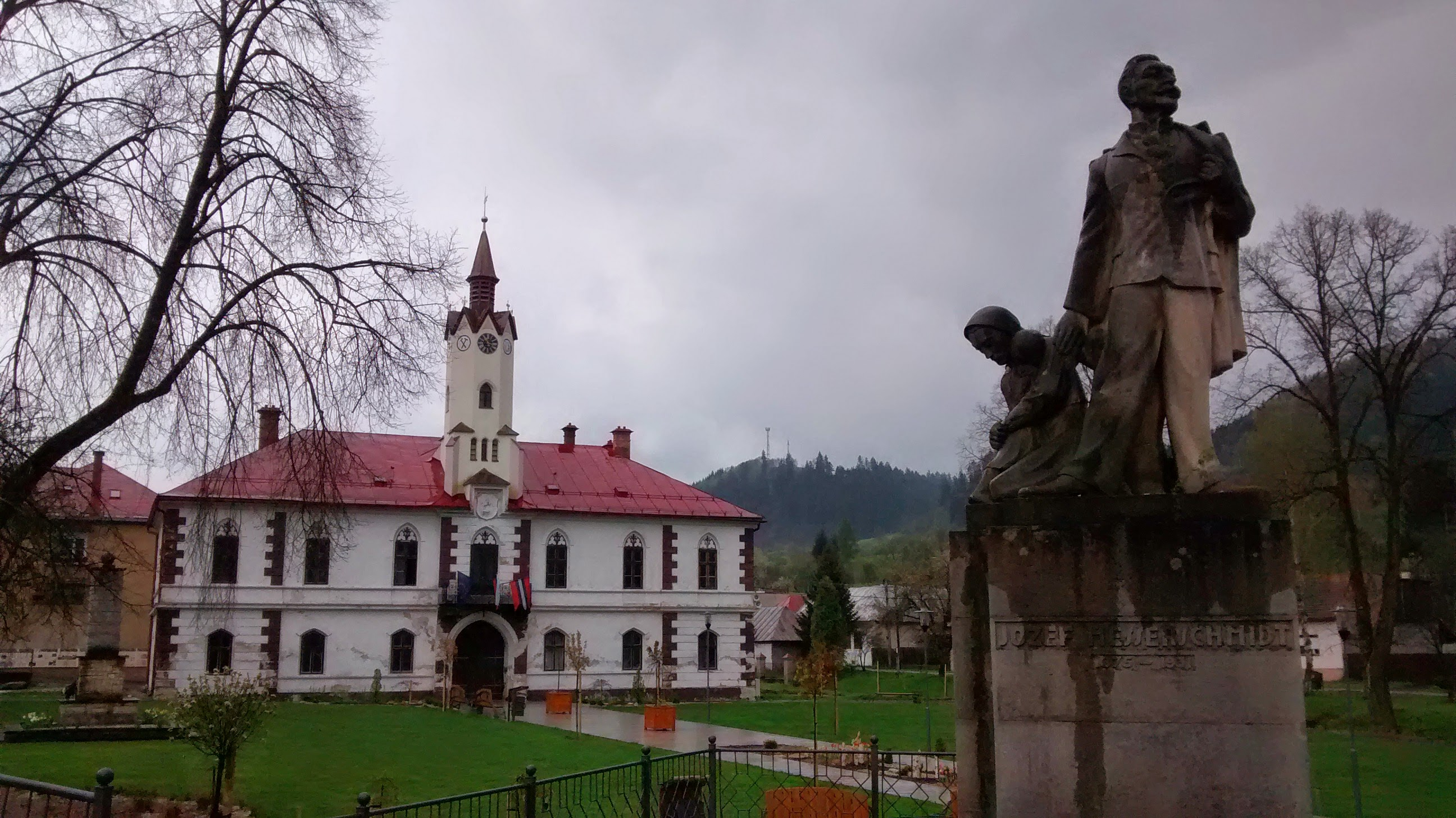
Ortsansicht

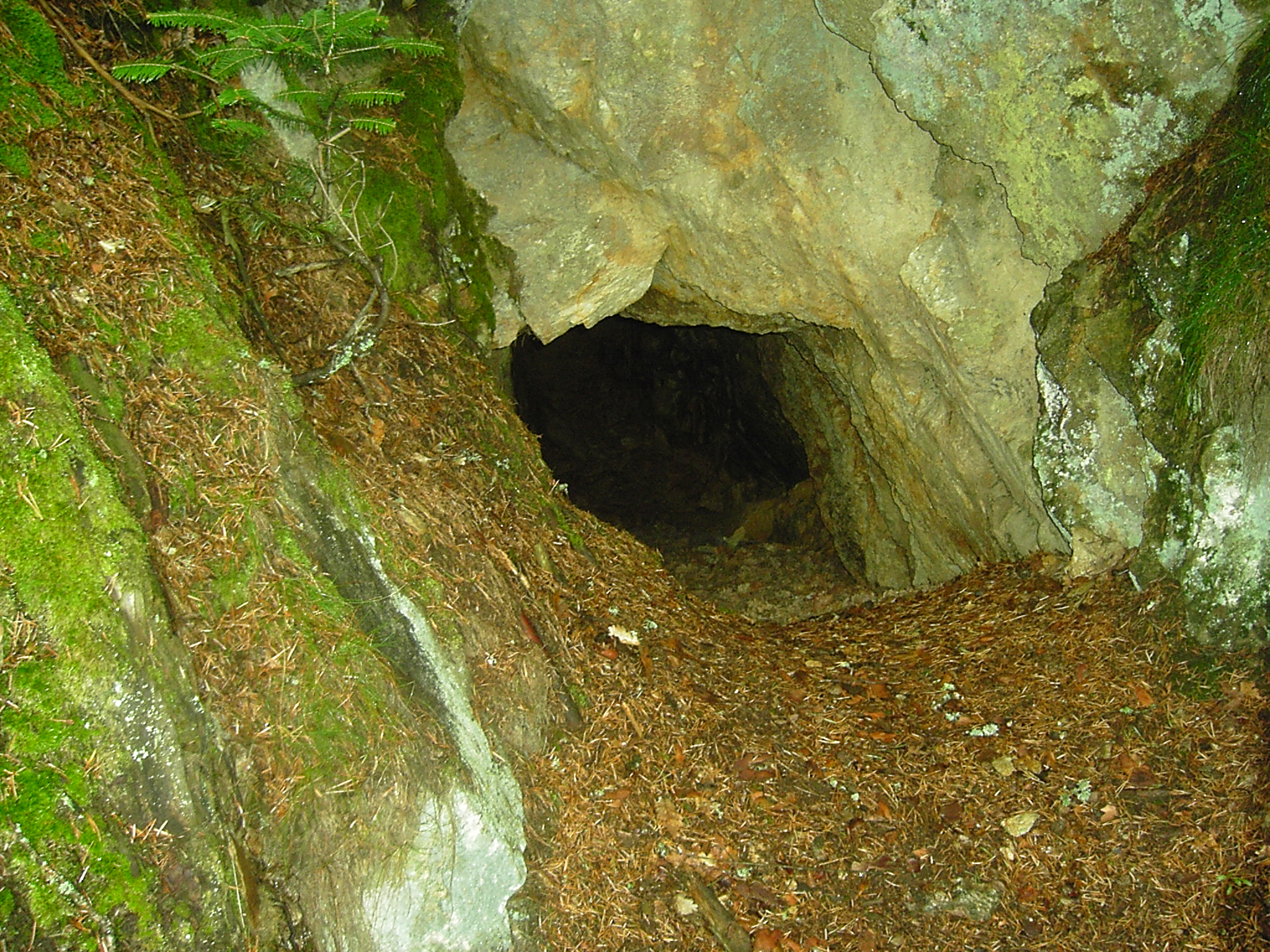
Mundloch des Kupferstollns bei Ľubietová

## Geschichte
Dank der reichen Kupfer- und kleinen Eisenerzvorkommen war Ľubietová ein Zentrum des mittelalterlichen Bergbaus. Der Ort wurde 1379 zum ersten Mal schriftlich erwähnt, als er zur Königlichen Freistadt erhoben wurde. 1388 wird sie unter dem Namen Lubeta erwähnt. Im 16. Jahrhundert gehörte die Stadt zu den Gründern der Freien Bergstädte (mit Banská Bystrica, Kremnica, Banská Belá, Banská Štiavnica, Pukanec und Nová Baňa). Infolge des Verfalls des Bergbaus im 18. Jahrhundert wurde Ľubietová von einer Königlichen Freistadt zu einem einfachen Dorf herabgestuft. Das 1823 entdeckte Mineral Libethenit ist nach dem deutschen Namen der Gemeinde benannt.

## Bevölkerung
| Jahr                | 1994 | 2004    | 2014     | 2024    |
| ------------------- | ---- | ------- | -------- | ------- |
| Anzahl der Personen | 974  | 986     | 1171     | 1269    |
| Unterschied         |      | +1,23 % | +18,76 % | +8,36 % |

| Jahr                | 2023 | 2024    |
| ------------------- | ---- | ------- |
| Anzahl der Personen | 1278 | 1269    |
| Unterschied         |      | −0,70 % |